# Anatóliai bejek listája

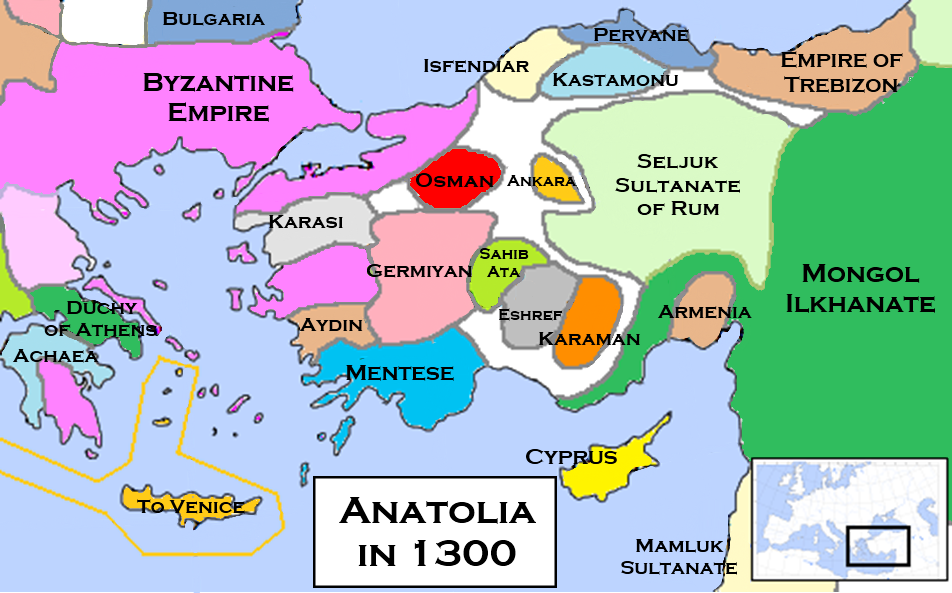
Anatóliai államok 1300 körül

Az alábbi lista az Oszmán Birodalom előtti anatóliai uralkodók listáit tartalmazza. Ezeket az államokat (bégségeket vagy bejségeket) később az Oszmán Birodalom semmísítette meg.

## Szmirnai bejek(török nevén:Aydïn Oghullarï,1308–1426)
| Születési neve            | Uralkodott  | Megjegyzés                |
| ------------------------- | ----------- | ------------------------- |
| Mohammed Bég              | 1308 – 1334 | A Bég itt a név része is. |
| I. Omár                   | 1334 – 1348 |                           |
| Khidr                     | 1348 – 1360 |                           |
| Isza                      | 1360 – 1390 |                           |
| Oszmán uralom 1390 – 1402 |             |                           |
| Músza                     | 1402 – 1403 |                           |
| II. Omár                  | 1402 – 1405 |                           |
| Dzsunajd                  | 1405 – 1426 |                           |

## Magnésziai bejek(török nevén:S.arukhân Oghullarï,1313–1410)
| Születési neve            | Uralkodott  | Megjegyzés                |
| ------------------------- | ----------- | ------------------------- |
| Szaruhán Bég              | 1313 – 1348 | A Bég itt a név része is. |
| Iliász                    | 1348 – 1357 |                           |
| Izsák                     | 1357 – 1388 |                           |
| Khidr Sáh                 | 1388 – 1390 |                           |
| Oszmán uralom 1390 – 1402 |             |                           |
| Orkhán                    | 1402 – 1404 |                           |
| Khidr Sáh (2x)            | 1404 – 1410 |                           |

## Milétoszi bejek(török nevén:Menteshe Oghullarï,1280–1424)
| Születési neve            | Uralkodott  | Megjegyzés                |
| ------------------------- | ----------- | ------------------------- |
| Mentese Bég               | 1280 – 1296 | A Bég itt a név része is. |
| Maszúd                    | 1296 – 1319 |                           |
| Orhán                     | 1319 – 1344 |                           |
| Ibráhím                   | 1344 – 1360 |                           |
| Musza                     | 1360 – 1375 |                           |
| Mohammed                  | 1360 – 1391 |                           |
| Tádzs                     | 1360 – 1391 |                           |
| Oszmán uralom 1391 – 1402 |             |                           |
| Iliász                    | 1402 – 1421 |                           |
| Lajt                      | 1421 – 1424 |                           |
| Ahmed                     | 1421 – 1424 |                           |

## Frügiai bejek(török nevén:Germiyân Oghullarï,1299–1428)
| Születési neve                | Uralkodott  | Megjegyzés |
| ----------------------------- | ----------- | ---------- |
| I. Jakub                      | 1299 – 1327 |            |
| Mohammed                      | 1327 – 1363 |            |
| Szulejmán Sáh                 | 1363 – 1387 |            |
| II. Jakub                     | 1387 – 1390 |            |
| Oszmán uralom 1390 – 1402     |             |            |
| II. Jakub (2x)                | 1402 – 1411 |            |
| Karamanida uralom 1411 – 1413 |             |            |
| II. Jakub (3x)                | 1413 – 1428 |            |

## Piszidiai bejek(török nevén:H.amîd Oghullarï,1301–1391)
| Születési neve           | Uralkodott  | Megjegyzés |
| ------------------------ | ----------- | ---------- |
| Dündár Bég               | 1301 – 1324 |            |
| Ilhán uralom 1324 – 1327 |             |            |
| Khidr Bég                | 1327 – 1328 |            |
| Izsák                    | 1328 – 1344 |            |
| Musztafa                 | 1344 – ???? |            |
| Iliász                   | ???? – 1374 |            |
| Huszajn                  | 1374 – 1391 |            |

## Pamfüliai bejek(török nevén:Tekke Oghullarï,1321–1423)
| Születési neve            | Uralkodott  | Megjegyzés |
| ------------------------- | ----------- | ---------- |
| Júnusz                    | 1321 – ???? |            |
| Mahmúd                    | ???? – 1327 |            |
| Khidr                     | 1327 – 1372 |            |
| Mohammed                  | 1372 – 1378 |            |
| Otmán                     | 1378 – 1391 |            |
| Oszmán uralom 1391 – 1402 |             |            |
| Otmán (2x)                | 1402 – 1423 |            |

## Galáciai bejek(török nevén:Qaramân Oghullarï,1256–1475)
| Születési neve            | Uralkodott  | Megjegyzés           |
| ------------------------- | ----------- | -------------------- |
| Karamán                   | 1256 – 1261 |                      |
| I. Mohammed               | 1261 – 1278 |                      |
| Güneri Bég                | 1278 – 1300 | A Bég itt a neve is. |
| Mahmúd                    | 1300 – 1307 |                      |
| Jahsí                     | 1307 – 1317 |                      |
| I. Ibráhim                | 1317 – 1344 |                      |
| Ahmed                     | 1344 – 1349 |                      |
| Samsz                     | 1349 – 1352 |                      |
| Szulejmán                 | 1352 – 1361 |                      |
| Aláud-Dín                 | 1361 – 1398 |                      |
| Oszmán uralom 1398 – 1402 |             |                      |
| II. Mohammed              | 1402 – 1419 |                      |
| Ali                       | 1419 – 1421 |                      |
| II. Mohammed (2x)         | 1421 – 1423 |                      |
| Ali (2x)                  | 1423 – 1424 |                      |
| II. Ibráhim               | 1424 – 1464 |                      |
| Iszák                     | 1464 – 1465 |                      |
| Pír Ahmed                 | 1464 – 1475 |                      |

## Kappadókai bejek(török nevén:Eretna Oghullarï,1336–1398)
| Születési neve | Uralkodott  | Megjegyzés |
| -------------- | ----------- | ---------- |
| Eretna         | 1336 – 1352 |            |
| I.Mohammed     | 1352 – 1366 |            |
| I. Ali         | 1366 – 1380 |            |
| II. Mohammed   | 1380        |            |
| Ahmed          | 1380 – 1398 |            |
| II. Ali        | 1398        |            |

## Paphalagóniai bejek(török nevén:Jândâr Oghullarï,1292–1462)
| Születési neve            | Uralkodott  | Megjegyzés |
| ------------------------- | ----------- | ---------- |
| Jaman Dzsádár             | 1292 – 1308 |            |
| I. Szulejmán              | 1308 – 1340 |            |
| I. Ibráhim                | 1340 – 1345 |            |
| Ádil                      | 1345 – 1361 |            |
| Bajazid                   | 1361 – 1384 |            |
| II. Szulejmán             | 1384 – 1385 |            |
| Iszfandijár               | 1385 – 1393 |            |
| Oszmán uralom 1393 – 1402 |             |            |
| Iszfandijár (2x)          | 1402 – 1440 |            |
| II. Ibráhim               | 1440 – 1443 |            |
| Iszmáil                   | 1443 – 1461 |            |
| Kizil Ahmed               | 1461 – 1462 |            |

## Tauruszi bejek(török nevén:Dulghadïr Oghullarï,1337–1521)
| Születési neve | Uralkodott  | Megjegyzés |
| -------------- | ----------- | ---------- |
| Karaja         | 1337 – 1353 |            |
| Halíl          | 1353 – 1386 |            |
| Sabán Szúlí    | 1386 – 1398 |            |
| Mohammed       | 1398 – 1442 |            |
| Szulejmán      | 1442 – 1454 |            |
| Malid Arszlan  | 1454 – 1465 |            |
| Sáh Budak      | 1465 – 1466 |            |
| Sáh Szuvár     | 1466 – 1472 |            |
| Sáh Budak (2x) | 1472 – 1479 |            |
| Bozkurd        | 1479 – 1515 |            |
| Ali            | 1515 – 1521 |            |